# Weatherby (Oregon)
Weatherby (korábban Express Ranch) az Amerikai Egyesült Államok északnyugati részén, Oregon állam Baker megyéjében, az Interstate 84/U.S. Route 30 mentén elhelyezkedő önkormányzat nélküli település.
Az 1865 és 1920 között működő postát 1879-ben a posta első vezetője, Andrew J. Weatherby telkére helyezték át. Az Oregon Railroad and Navigation Company vasútállomása 1884-ben nyílt meg.
A 2017-es napfogyatkozáskor a weatherbyi autópálya-pihenőnél háromszáz autót számláltak.

## Fordítás
- Ez a szócikk részben vagy egészben  a   Weatherby, Oregon című angol Wikipédia-szócikk ezen változatának fordításán alapul.  Az eredeti cikk szerkesztőit annak laptörténete sorolja fel. Ez a jelzés csupán a megfogalmazás eredetét és a szerzői jogokat jelzi, nem szolgál a cikkben szereplő információk forrásmegjelöléseként.